# Sean Leary
Sean Leary soprannominato Stanley (Lodi, 23 agosto 1975 – Zion National Park, 13 marzo 2014) è stato un alpinista e base jumper statunitense.

## Biografia
Comincia a praticare alpinismo sulle montagne di casa nel gruppo della Sierra Nevada, per poi recarsi per la prima volta tra i monti della Yosemite Valley durante gli anni dell'adolescenza. Comincia anche a praticare BASE jumping, fino a diventarne uno dei massimi esperti. Nel 2009 realizza il record di velocità della via Salathé su El Capitan (in 4:55 ore) con Alex Honnold, mentre nel mese di novembre dell'anno dopo, assieme a Dean Potter, realizza la stessa impresa sulla via The Nose in 2:36:45 ore battendo di 40 secondi il record realizzato poche settimane prima da Yuji Hirayama e Hans Florine (record poi battuto da Alex Honnold e dallo stesso Hans Florine nel 2012). Sempre nel 2010 (a luglio), e sempre assieme ad Alex Honnold, aveva concatenato in giornata le tre vie The Nose, Salathé e Lurking Fear.
Nel 2012 è ancora su The Nose dove realizza il record di velocità di una cordata uomo-donna con Mayan Smith-Gobat. Nello stesso periodo apre alcune vie su pareti di tutto il mondo, spesso in luoghi tra i più inaccessibili del globo, come la via The Yopo Wall al Cerro Autana in Venezuela (400 m, E6 6b/A1, dal 28 gennaio al 5 febbraio 2012, con Leo Houlding, Jason Pickles, Alastair Lee, Yupi Rangel e Alejandro Lamus), o la cresta nord-est del monte Ulvetanna in Antartide, (1750 m, E6 6b/A2, nel gennaio 2013, con Leo Houlding, Alastair Lee, Jason Pickles, Chris Rabone e David Reeves) dove venne raggiunta la cima con il brutto tempo e a temperature di −35 °C.
Molto vasta è anche la sua attività di BASE jumper, con numerosi lanci effettuati in tutto il Nord America, nonché quelli effettuati, per primo, dal monte Asgard sull'isola di Baffin o dall'El Mocho in Patagonia. Tuttavia, nel marzo 2014 all'età di 38 anni, muore proprio a causa di questa sua passione, schiantandosi durante un lancio effettuato in solitaria nel Parco Nazionale di Zion, e lasciando la moglie in attesa del suo primo figlio. Il corpo venne ritrovato dieci giorni dopo.